# Terremoto de Colombia de 2015
El terremoto de Los Santos de 2015 también llamado el gran sismo de Bucaramanga fue un sismo ocurrido a las 15:55 hora local (20:55 UTC) del día martes 10 de marzo de 2015. Tuvo una magnitud de 6.6 en la escala sismológica de magnitud de momento, y se percibió en los departamentos colombianos de Santander, Norte de Santander, Boyacá, Cundinamarca, Antioquia, Caldas, Casanare, Quindío, Risaralda, Bolívar, Valle del Cauca, Tolima, Huila, Córdoba, Atlántico, Magdalena, Arauca, Meta, Cesar y Sucre, en los estados venezolanos de Táchira, Mérida y Zulia (e incluso en Caracas), y en algunas zonas de Panamá.
Según el Servicio Geológico Colombiano, su epicentro se localizó a 7,4 kilómetros al noroeste de Los Santos en la mesa de los santos y a una profundidad hipocentral de 161 kilómetros. Por su parte, el Servicio Geológico de Estados Unidos estableció su ubicación a 10 kilómetros al nornoreste de Aratoca, y a 157,1 kilómetros de profundidad.

## Geología
El terremoto ocurrió en el Nido de Bucaramanga, un área comprendida entre los municipios de Cepitá, Umpalá y Los Santos, donde convergen las placas Sudamericana, de Nazca y del Caribe. Dada su alta actividad sísmica (más de 120 eventos mensuales con magnitudes entre 3 y 5, originados a una profundidad intermedia de 150 kilómetros), es considerado el segundo nido sísmico más activo del mundo.
Si bien el origen tectónico del Nido de Bucaramanga aún no está claro, numerosas publicaciones presentan tres propuestas: la subducción de una porción de la placa del Caribe bajo la placa Sudamericana (hacia el oeste a razón de 20 milímetros por año), que se inclina dentro del manto bajo la cordillera Oriental; la subducción de la placa de Nazca bajo la placa Sudamericana (hacia al este a razón de 65 milímetros por año) en la llamada Losa de Bucaramanga; o bien, la colisión entre las placas de Nazca y del Caribe en profundidad bajo la corteza terrestre.
La réplica más importante de este terremoto ocurrió el 22 de marzo del mismo año, de magnitud 5,2 MW, a 8,3 kilómetros al noroeste de Los Santos, y a 150,2 kilómetros de profundidad. Alcanzó una intensidad máxima de IV en Cúcuta y Floridablanca.
El último evento de consideración en la zona había ocurrido el 29 de julio de 1967, prácticamente en la misma ubicación que el terremoto de 2015. Su magnitud fue de 6,8, afectó a varias iglesias, se reportaron grietas y casas averiadas en casi toda el área y se estima que el 20% de los edificios sufrió daños.

## Intensidades
El terremoto se sintió en gran parte del norte de Colombia. Las intensidades a continuación, a partir de reportes enviados vía Internet al Servicio Geológico Colombiano, están expresadas en la escala sismológica de Mercalli.
| Lugar               | País     | Departamento       | Intensidad |
| ------------------- | -------- | ------------------ | ---------- |
| Bogotá              | Colombia | Bogotá             | V          |
| Bucaramanga         | Colombia | Santander          | VI         |
| Girón               | Colombia | Santander          | VI-VII     |
| Barrancabermeja     | Colombia | Santander          | V-VI       |
| Floridablanca       | Colombia | Santander          | VI         |
| Medellín            | Colombia | Antioquia          | IV         |
| Barranquilla        | Colombia | Atlántico          | IV         |
| Cartagena           | Colombia | Bolívar            | IV         |
| Cúcuta              | Colombia | Norte de Santander | V-VI       |
| Ocaña               | Colombia | Norte de Santander | V-VI       |
| Montería            | Colombia | Córdoba            | IV         |
| González            | Colombia | Cesar              | IV         |
| Villavicencio       | Colombia | Meta               | IV         |
| Sincelejo           | Colombia | Sucre              | IV         |
| Ibagué              | Colombia | Tolima             | IV         |
| Neiva               | Colombia | Huila              | IV         |
| Arauca              | Colombia | Arauca             | IV         |
| Segovia             | Colombia | Antioquia          | III        |
| Armenia             | Colombia | Quindío            | III        |
| Santa Rosa de Cabal | Colombia | Risaralda          | III        |
| Pereira             | Colombia | Risaralda          | III        |
| Cali                | Colombia | Valle del Cauca    | III        |

## Efectos
Según medios locales, el sismo tuvo tres intensas sacudidas y duró entre 30 y 50 segundos. Los servicios de telefonía fija y móvil, así como las redes de Internet y el sistema de semaforización, colapsaron tan pronto ocurrió el temblor. La mayoría de los edificios residenciales, gubernamentales y de oficinas de las zonas afectadas fueron evacuados rápidamente.
El sitio web del Servicio Geológico Colombiano colapsó debido a los miles de peticiones de información oficial.
En Bogotá, el cuerpo de bomberos reportó daños menores en el séptimo piso de la Torre Colpatria. También hubo afectaciones en el Aeropuerto Internacional El Dorado, donde cedieron algunas piezas del techo falso de la estructura, especialmente en el área de registro de pasajeros, y se suspendieron las operaciones aéreas por diez minutos. Fueron evacuados, entre otros, la Casa de Nariño y el Congreso de la República, donde se interrumpieron por unos minutos las sesiones de varias comisiones.
La empresa Alta Prevención Colombia, a través de su sistema de alerta sísmica EQ-I81, logró detectar el temblor con diez segundos de anticipación, lo que permitió evacuar en tiempo récord a cerca de siete mil estudiantes y funcionarios de un campus universitario en la capital colombiana.
El Metro de Medellín paró sus operaciones por 16 minutos en tanto se verificaba que no hubiese daños en el sistema.
Pese a que en un principio se dijo que el sismo ocasionó la explosión de una refinería en Barrancabermeja, Ecopetrol reiteró la normalidad de sus operaciones a través de su cuenta de Twitter.
El departamento más afectado por el terremoto fue Santander, donde 1.863 viviendas de siete municipios resultaron averiadas, de las cuales 1.372 presentaron daños menores, 310 fueron consideradas no habitables y 181 colapsaron, en tanto que en otras 22 localidades del departamento sólo se reportaron afectaciones menores. Debido a la severidad de los daños, las autoridades declararon la calamidad pública en Betulia, El Playón, Matanza, Onzaga, Rionegro y Suratá, en Santander.
El evento provocó también derrumbes en las vías Cúcuta-Pamplona, Ocaña-Cúcuta y Ocaña-Sardinata, en Norte de Santander.